# Robert Muchembled
Robert Muchembled, né le 4 mars 1944 à Liévin, est un historien français, spécialiste de l'Époque moderne.

## Biographie
En 1967, Robert Muchembled est agrégé d'histoire, puis, en 1985, est docteur d'État pour une thèse intitulée Violence et Société. Comportements populaires et mentalités en Artois de 1400 à 1660. Successivement professeur à l'École normale de Lille, assistant, puis maître de conférences à l'Université Lille-III de 1969 à 1986, il devient ensuite professeur d'histoire moderne à l'Université Sorbonne Paris Nord.

## Travaux

### Histoire sociale de la France moderne
Ses recherches sont orientées vers l'histoire sociale, l'anthropologie du pouvoir, la criminalité et la vie matérielle entre 1400 et 1789. Il s'est notamment penché sur les oppositions, voire les conflits, qui ont pu exister, à l'époque moderne, entre une culture populaire et une culture des élites. L'étude des procès de sorcellerie lui a permis d'argumenter en ce sens.
Robert Muchembled s'est en effet beaucoup intéressé au phénomène de la sorcellerie. Cela avait déjà été le cas de Robert Mandrou (Magistrats et Sorciers au XVIIe siècle). Mais, si Robert Mandrou se posait la question : « Pourquoi, au XVIIe siècle, a-t-on cessé de poursuivre les sorciers ? », Robert Muchembled se demande, lui : « Pourquoi avait-on commencé à les poursuivre ? ». Dans Le Roi et la Sorcière, il s'appuie notamment sur une analyse quantitative dans le cadre européen pour mettre en relief un fait : les régions dans lesquelles les persécutions pour fait de sorcellerie ont été les plus nombreuses dessinent un arc qui va des Pays-Bas au nord de l'Italie. Autrement dit : 1/ des régions "coincées" entre la France et l'Empire (nord de la France actuelle, Lorraine, Franche-Comté) ; 2/ des régions qui suivent la frontière entre une Europe catholique et une Europe protestante et qui sont autant de marges à "tenir", dans un camp comme dans l'autre.

### Histoire de la violence en Occident
Dans son ouvrage Une histoire de la violence, de la fin du Moyen Âge à nos jours, Robert Muchembled détaille les mécanismes qui ont permis à la violence homicide d'être pratiquement éradiquée en Occident en quelques siècles (environ 100 homicides par an pour 100 000 habitants au XIIIe siècle à moins de 1 à la fin du XXe siècle). Pour cela, il remarque que, si le nombre de meurtriers a été divisé par 100 en un demi-millénaire, leur nature n'a pas changé, puisqu'ils sont, de façon constante, très majoritairement des jeunes hommes. La baisse de la violence est donc toujours passée par une canalisation et une répression de l'agressivité de ces derniers, via la criminalisation de la violence, la judiciarisation des conflits, la civilisation des mœurs...
Les origines de la recherche de pacification sociale sont multiples : besoin de paix après les guerres de religion qui ont déchiré l'Europe, nécessité de garantir la sécurité au sein des villes pour permettre le développement du commerce et de l'artisanat, mise en place des États modernes qui se sont attribué le monopole de la violence légitime, naissance de la notion d'individu et de respect de la vie humaine...
Robert Muchembled remarque que, même si la tendance à long terme est une baisse continue, des remontées de violence sont observées lorsque le passage du pouvoir de la vieille à la jeune génération est rendu difficile par une forte croissance démographique, ou une longue période de paix, limitant la canalisation de la violence par le combat guerrier. Cette tension entre les générations conduit à une angoisse des adultes face à la violence juvénile. Il attribue les émeutes de 2005 en France, et leurs conséquences sécuritaires, à ce type de configuration.

### Histoire des femmes
Ces thèmes amènent Robert Muchembled à mettre en évidence la place des femmes en Europe aux Temps modernes, et en particulier la place particulière qui leur est réservée dans les violences et l'accusation de sorcellerie. La période 1560 à 1660 est notamment celle de l'apogée de la chasse aux sorcières sur fond de Réforme et de Contre-réforme : les accusations de sorcellerie concernent à 80 % des femmes. Robert Muchembled y voit une réaction contre la place que les femmes ont commencé à acquérir au XIIe siècle puis au XVIe siècle. Le fantasme masculin de la dangerosité de la femme s'y exprime dans sa diabolisation. La vieille femme, dont la sexualité est refusée puisque celle-ci n'est admise que pour son rôle dans la procréation, est de ce fait une sorcière toute désignée. Il y aurait eu durant cette période 40 000 femmes brûlées pour sorcellerie, pour la plus grande partie dans l'ancienne Lotharingie, des Flandres à l'Italie du Nord.

## Publications
- Culture populaire et culture des élites dans la France moderne (XVe siècle-XVIIIe siècle), Essai, Paris, Flammarion, 1978 rééd. Champs-Flammarion, 1991.
- Prophètes et Sorciers dans les Pays-Bas, XVe siècle-XVIIIe siècle (en coll. avec M.-S. Dupont-Bouchat et W. Frijhoff), Paris, Hachette, 1978.
- La Sorcière au village (XVe – XVIIIe siècles ), Paris, Gallimard, coll. « Archives » (no 74), 1979, 240 p. (ISBN 2-07-028631-2, présentation en ligne).
Réédition : La Sorcière au village (XVe – XVIIIe siècles), Paris, Gallimard, coll. « Folio Histoire » (no 36), 1991, 310 p. (ISBN 2-07-032652-7, présentation en ligne).
- Nos ancêtres les paysans. Aspects du monde rural dans le Nord-Pas-De-Calais des origines à nos jours (en coll. avec G. Sivéry et divers auteurs), Lille, CNDP-CRDP, 1983.
- Les Derniers Bûchers. Un village de Flandre et ses sorcières sous Louis XIV, Paris, Ramsay, 1987.
- Sorcières, Justice et Société aux XVIe siècle-XVIIe siècle, Paris, Imago, 1987.
- L'Invention de l'homme moderne. Sensibilités, mœurs et comportements collectifs sous l'Ancien Régime, Paris, Fayard, 1988, rééd. Hachette_Pluriel, 1994.
- Société, Cultures et Mentalités dans la France moderne du XVIe siècle au XVIIIe siècle, Paris, A. Colin, 1990, rééd. A. Colin/VUEF, Paris, 2003.
- La Violence au village. Sociabilité et comportements populaires en Artois du XVe siècle au XVIIe siècle, Turnhout, Brepols, 1989.
- Le Temps des supplices. De l'obéissance sous les rois absolus, XVe siècle-XVIIIe siècle, Paris, A. Colin, 1992, rééd. Le Grand Livre du Mois, 2001. Rééd. en poche : Presse Pocket, coll. "Agora".
- Le Roi et la Sorcière. L'Europe des bûchers, XVe siècle-XVIIIe siècle, Paris, Desclée, 1993.
- La Société policée. Politique et politesse en France du XVe siècle au XXe siècle, Paris, Le Seuil, 1998.
- Une Histoire du diable, XIIe siècle-XXe siècle, Paris, Seuil, 2000, réédition Points-Seuil, 2002.
- Diable!, Paris, Seuil/Arte Éditions, 2002.
- Passions de femmes au temps de la reine Margot, Paris, Le Seuil, 2003.
- L'Orgasme et l'Occident: Une histoire du plaisir du XVIe siècle à nos jours, Paris, Le Seuil, 2005.
- Une histoire de la violence, Paris, Le Seuil, 2008.
  - Sous la direction de R. Muchembled : Magie et sorcellerie en Europe du Moyen Âge à nos jours, Paris, A. Colin, 1994.
- Les Ripoux des Lumières, Corruption policière et Révolution,
- Histoire du grand Paris de la Renaissance à la Révolution, Cooauteurs Hervé Bennezon et Marie-José Michel, Paris, Perrin, 2009.
- Insoumises. Une autre histoire des Françaises, XVIe – XXIe siècles, Paris, Autrement, 2013.
- Madame de Pompadour, Fayard, 2014.
- La Civilisation des odeurs (XVIe -début XIXe siècle), Paris, Les Belles Lettres, 2017
- Le Fils secret du Vert-Galant, Paris, Les Belles Lettres, 340 p., 2021
- La Séduction : une passion française, Paris, Les Belles Lettres, 326 p., 2023

## Distinctions

### Décoration
- Chevalier de la Légion d'honneur

### Récompense
- Prix Descartes-Huygens, 1997